# Lopezia smithii
Lopezia smithii är en dunörtsväxtart som beskrevs av Joseph Nelson Rose. Lopezia smithii ingår i släktet enmansblommor, och familjen dunörtsväxter. Inga underarter finns listade i Catalogue of Life.